# Bernhard Schlage
Bernhard Schlage (* 15. Mai 1961 in Würzburg) ist ein deutscher Autor und seit 1983 Körperpsychotherapeut.

## Leben
Schlage studierte von 1980 bis 1984 an der Universität Hannover Erwachsenenbildung und Soziale Arbeit. Im Bildungswerk für Friedensarbeit in Minden lernte er von 1979 -´82 Gewaltfreie Kommunikation nach Gene Sharp. Er war in den Jahren 1981 -´86 mit der Aktion Sühnezeichen als Trainer für Gewaltfreiheit und Basisdemokratie in der Friedensbewegung engagiert.
Anfang der Achtziger Jahre lernte er Jack Painter kennen US-amerikanischer Professor für Vergleichende Philosophie in Miami. Dieser entwickelte die körperpsychotherapeutische Methode Posturale Integration. Von ihm lernte Schlage 1984 - ´86 diesen körperpsychotherapeutischen Ansatz im Bildungszentrum Coloman in München.
Von 1999 bis 2020 war Schlage selbst Ausbilder für Posturale Integration und hat in Kooperation mit der Psychotherapeutenkammer Niedersachsen, dem Bildungsverein Hannover und dem „The International Council of PsychoCorporal Integration Trainers - ICPIT“ körperorientiert arbeitende Kollegen ausgebildet.
Er leitete 2006 ethnologische Studien zur Erkundung des griechischen Asklepios-Kultes in archäologischen Fundstätten mit Unterstützung des griechischen Kultusministeriums. Seit 2000 leitet Schlage ein Projekt zur Heilungsarbeit mit Träumen und bereiste bis 2009 dreimal das sibirische Altaigebirge um bei dortigen traditionellen Heilern deren sogenanntes „Traumheilungsverfahren“ kennen zu lernen. Eine entsprechende Ausbildung zur Meta-schamanischen Arbeit mit Träumen bei Carlo Zumstein in der Schweiz folgte.
Schlage wirkte auf mehreren Kongressen der „European Association for Body Psychotherapy“  und des World Council for Psychotherapy mit. Darunter die Kongresse in Wien, Sydney, Paris.
2011 in Sydney begegnete er Robert Bosnak und dessen klinischer Arbeit der sogenannten Trauminkubation, was zur Entwicklung seiner eigenen Methode der „Schamanischen Traumarbeit“ führte, die Schlage seitdem in sogenannten Traumtempeln und Dunkelklausuren anbietet.
Seit den 1980er Jahren veröffentlichte Schlage mehr als hundert Fachartikel und Lyrik und schrieb fünf Bücher, die sich im Wesentlichen mit Theorien und praktischen Ansätzen der Körperpsychotherapie, sowie mit „Schamanischer Traumarbeit“ beschäftigen. Einzelne Werke wurden ins Französische, Spanische, Russische und Englische übersetzt.
Schlage trägt den Schwarzen Gurt in Aikido und ist seit 1999 Heilpraktiker für Psychotherapie. Er hat zwei Töchter und ist verheiratet.

## Fachartikel (Auswahl)
- Berührung und Affektregulation.  in: „Körper, Tanz, Bewegung“, Zeitschrift für Körperpsychotherapie und Kreativtherapie, 3/2019, ISSN 2195-4909
- Die Kunst des achtsamen Herangehens. in: „Energie und Charakter“, Zeitschrift 36/2013, Orgon-Verlag, Berlin,  ISSN 0938-3522
- Body Image Disorders. in: International Body Psychotherapy Journal, 2/2013, ISSN 2169-4745

## Bücher (Auswahl)
- Die Entdeckung des (Un)möglichen : persönliche Veränderung durch Körperpsychotherapie. Pro Business, Berlin 2008, ISBN 978-3-86805-224-4
- Eintauchen in die Unendlichkeit. Holzinger-Verlag, Berlin 2016, ISBN 978-3-926396-66-2

## Veröffentlichung als Herausgeber
- Mit Rita Erken et al., Transformation of the Self with Bodymind Integration: Postural Integration - Energetic Integration - Psychotherapeutic Postural Integration. Holzinger-Verlag 2012, ISBN 978-3-926396-67-9